# Organização religiosa
Organização religiosa é um tipo de pessoa jurídica destinada a abrigar as instituições de âmbito religioso. Normalmente são entidades que arrecadam contribuições para a manutenção dos seus templos e para o exercício da caridade. Costumam ser associações sem fins lucrativos e possuem imunidade (ou isenção) fiscal.